# Жадеїтова капуста
Жадеїтова капуста (кит. 翠玉白菜, пін. Cuìyù Báicài) або Жадеїтова капуста з комахами — скульптура із жадеїту вирізана у формі китайської капусти із сараною та коником, що сидять на листі. Належить до колекції Національного палацу-музею у Тайбеї, Тайвань.
Скульптура вирізана з напівбілого, напівзеленого жадеїту. Ефект розпатланого листя, як у справжньої капусти, досягнутий завдяки поєднанню натуральних кольорів матеріалу. Тема капусти і комах бере свій початок в період династії Юань (13–14 століття), коли вона була досить популярною серед китайських художників.
Вперше скульптура була виставлена у Забороненому місті в палаці Юнхе (кит. 永和宮, пін. Yǒnghé gōng), резиденції дружини імператора Цзайтяня, яка, ймовірно, отримала її в якості при́даного в 1889 році. Автор твору невідомий.